# هیو بومونت
هیو بومونت (انگلیسی: Hugh Beaumont؛ ۱۶ فوریهٔ ۱۹۰۹ – ۱۴ مهٔ ۱۹۸۲) یک هنرپیشه اهل ایالات متحده آمریکا بود.
از فیلم‌های وی می‌توان به خون بر خورشید اشاره نمود.